# Maiari
Maiari (izvorno jd. Maia, mn. Maiar) su bića u izmišljenom svijetu Međuzemlja J. R. R. Tolkiena. Oni su niži red Ainura koji su ušli u Eäu na početku vremena. Maiari su takoder opisani kao bogovi stvaranja sredozemlja te je nekolicina njih poslana u međuzemlje kako bi srušili Saurona. Samo ime Maiar dolazi iz kvenjskog jezika i vilenjačkog korijena maya- "savršen, divan". Maiarima se nazivaju svi Ainuri koji su ošli u Eäu,  "Stvaranje", ipak, se češće odnosi na one manje moći među njima: "Maia je naziv sorte Valara, ali napose onih manje moći bez 9 velikih vladara" napisao je Tolkien.
U Valaquenti se navodi da su mnogi Maiari bili povezani s Valarima; primjerice, Ossë i Uinen, koji su vladali morem a najpoznatiji su Ilúvatarovoj djeci, bili su pod Ulmom, dok je Curumo, koji je u Međuzemlju postao poznat kao Saruman, bio s Aulëom Kovačem. Sauron je također bio s Aulëom prije nego što ga je zaveo Melkor.
Pošto su božanskog porijekla bića velike snage i moći Miari se mogu kretati svijetom da ih nitko ne opazi, ili pak, mogu uzeti obličje vilenjaka ili drugih bića. Ovako utjelovljeni u fanar, mogli su biti uništeni, ali njihovom istinskom biću nije se moglo nauditi.
Maiar Eönwë je stjegonoša i glasnik Manwëov. On je vodio vojske Zapada u Gnjevni rat u kojem su Morgotha zbacili s prijestolja i uništili Thangorodrim.
Melkor (sindarinski Morgoth), zli Vala, zaveo je mnoge Maiare koji su mu kasnije služili. Poznatiji od ovih su Sauron, glavni lik Gospodara prstenova i Balrozi, njegovi zlodusi plamena i sjene. Ovi se na kvenjskom nazivaju Úmaiarima.
Oko 1100. godine Trećeg doba Valari su poslali nekoliko Maiara u Međuzemlje kako bi pomogli u borbi protiv Saurona. Mnogo su toga znali i mogli učiniti, zaogrnuti ljudskim obličjem, naizgled stari, ali vrlo snažni. Njihov zadatak je bio voditi vilenjake i ljude zadobivajući njihovo povjerenje i šireći znanje, a ne vladajući njima strahom i silom. Poznati su kao Istari, ili čarobnjaci. U Tolkienovu djelu spominje se pet Istara: Gandalf Sivi (Olórin ili Mithrandir; kasnije Gandalf Bijeli), Saruman Bijeli (Curumo ili Curunír; kasnije samoprozvani Saruman Višebojni), Radagast Smeđi (Aiwendil), te dva Plava čarobnjaka (Alatar i Pallando) koji se spominju tek usputno.